# Красьниця (Лодзинське воєводство)
Красьниця (пол. Kraśnica) — село в Польщі, у гміні Опочно Опочинського повіту Лодзинського воєводства.
Населення — 649 осіб (2011).
У 1975—1998 роках село належало до Пйотрковського воєводства.

## Демографія
Демографічна структура станом на 31 березня 2011 року:
|          | Загалом | Допрацездатний вік | Працездатний вік | Постпрацездатний вік |
| -------- | ------- | ------------------ | ---------------- | -------------------- |
| Чоловіки | 341     | 70                 | 236              | 35                   |
| Жінки    | 308     | 77                 | 166              | 65                   |
| Разом    | 649     | 147                | 402              | 100                  |